# Окленд Сіті
Окленд Сіті (англ. Auckland City FC) — напівпрофесійний новозеландський футбольний клуб з міста Окленд, заснований 2004 року. Є одним з найтитулованіших клубів Нової Зеландії і Океанії.

## Історія клубу
«Окленд Сіті» заснований у 2004 році в місті Окленд. У дебютному для себе сезоні 2004/05 років колективу вдалося досягти фіналу чемпіонату Нової Зеландії. У вирішальному матчі «Сіті» здобув перемогу над клубом «Уайтакере Юнайтед» з рахунком 3:2. За роки свого існування команда з Окленда отримала численну армію вболівальників, серед яких сформувалася угруповання під назвою «Cocaine Cowboys». Також клуб користується підтримкою югославської общини, сконцентрованої в центральній частині міста. Відомі фінансові магнати пожертвували великі суми на розвиток клубу, в їх числі сім'ї Зонич, Гргичевич, Нола, Тврдеич, Маринович, Вуйнович, Урличем, Вуксич, Петричевич і Горицькі.

### Участь в клубних футбольних чемпіонатах світу

#### Клубний чемпіонат світу 2006 в Японії
10 грудня 2006 року Окленд Сіті програв свій перший матч на турнірі чемпіону Африканського континента з Єгипту клубу Аль-Аглі з рахунком 0:2. Через п'ять днів після вище вказаного матчу Окленд Сіті зіграв матч за п'яте місце цього турнірі, проти чемпіона Азійського континенту, клубу з Південної Кореї, Чонбук Хюндай Моторс. Окленд Сіті, на той час єдиний аматорський клуб на турнірі, зазнав поразки з рахунком 0:3 та фінішував на шостому місці.

#### Клубний чемпіонат світу 2009 в ОАЕ
Окленд Сіті в матчі плей-оф подолав місцевого чемпіона Аль-Аглі з рахунком 2:0, завдяки голам Адама Дікінсона і Чеда Кумбса. У чвертьфінальному поєдинку проти чемпіону КОНКАКАФ з Мексики Атланте Окленд Сіті поступився з рахунком 0:3.
В матчах плей-оф за п'яте-шосте місце, за словами тренера Пола Поза «найвеличніша ніч в історії футбольного клубу Окленд Сіті», команда зустрілася з клубним чемпіоном Африки ТП Мазембе з Демократичної Республіки Конго і перемогла з рахунком 3:2. За оклендців у тому поєдинку відзначилися Джейсон Хейн (двічі) та Рікі ван Стіден.
Ці історичні перемоги були першимидля футбольних клубів з Нової Зеландії на цьому престижному турнірі, а також першими серед аматорських клубів, які були здобуті на цьому турнірі. Ці перемоги також стали першими в історії чоловічого новозеландського футболу, які представники цієї країни здобули у фінальних частинах клубних світових футбольних турнірах під егідою ФІФА.

#### Клубний чемпіонат світу 2011 в Японії
В матчі-відкритті плей-оф турніру на стадіоні «Тойота Стедіум» Окленд Сіті грав проти чемпіона Японії «Кашива Рейсол». Матч завершився поразкою «містян» з рахунком 0:2, і, таким, чином вони не змогли повторити подвиг 2009 року в ОАЕ.

#### Клубний чемпіонат світу 2012 в Японії
Вже вдруге поспіль «містяни» змушені були грати проти переможця японської Джей-Ліги — цього разу, проти «Санфречче Хіросіма» — в матчі-відкритті турніру. Окленд Сіті програв з рахунком 0:1.

#### Клубний чемпіонат світу 2013 у Марокко
11 грудня у чвертьфіналі плей-оф турніру на стадіоні «Стад Ардар» Окленд Сіті зустрівся з марокканським чемпіоном «Раджа» (Касабланка). Після 90 хвилин основного часу матчу було зафіксовано нічийний рахунок 1:1, в другій половині матчу на гол марокканця Мухсина Яжура відповів своїм голом фіджійський легіонер «містян» Рой Кришна. Абдеілах Хафіді вже на другій доданій хвилині екстра-тайму приніс перемогу марокканцям перемогу з рахунком 2:1.

#### Клубний чемпіонат світу 2014 у Марокко
10 грудня в плей-оф турніру Окленд Сіті зустрівся з марокканським чемпіоном Атлетік (Тетуан). Матч завершився нульовою нічиєю в основний час та перемогою «містян» в серії післяматчевих пенальті з рахунком 4:3 та разом з «ЕС Сетіфом» кваліфікувалися для участі в чвертьфіналі. 13 грудня у чвертьфіналі турніру Окленд переграв «ЄС Сетіф» з рахунком 1:0 та вперше в своїй історії вийшов до півфіналу турніру. У півфіналі Окленд поступився Сан-Лоренсо з рахунком 1:2. Вони завершили свої виступи на турнірі в матчі за третє-четверте місце. Суперником «містян» був мексиканський «Крус Асуль». Основний час матчу завершився з рахунком 1:1, а в серії післяматчевих пенальті здобули перемогу з рахунком 4:2.

#### Клубний чемпіонат світу 2015 в Японії
Вже втретє в рамках Клубного чемпіонаті світу Окленд Сіті зустрівся з японським чемпіоном — і знову з «Санфречче Хіросіма» — в матчах плей-оф турніру. Окленд Сіті поступився з рахунком 0:2.

#### Клубний чемпіонат світу 2016 в Японії
Вчетверте в рамках Клубного чемпіонаті світу Окленд Сіті зустрівся з японським чемпіоном — командою «Касіма Антлерс» — в матчах плей-оф турніру. Окленд Сіті поступився з рахунком 1:2.

#### Клубний чемпіонат світу 2017 в ОАЕ
У матчі плей-оф Окленд Сіті поступився представнику країни-організатора, переможцю чемпіонату ОАЕ клубу «Аль Джазіра» 0:1.

#### Клубний чемпіонат світу 2020 в Катарі
«Окленд Сіті» знявся з Клубного чемпіонату світу, який відбувався 1-11 лютого 2021 року в Катарі. Команда ухвалила таке рішення у зв'язку з карантинними заходами, встановленими владою Нової Зеландії. Командам заборонено брати участь у змаганнях за межами країни.

#### Клубний чемпіонат світу 2022 в Марокко
У матчі плей-оф «Окленд Сіті» поступився каїрському «Аль-Аглі» з рахунком 0:3.

#### Клубний чемпіонат світу 2023 в Саудівські Аравії
У матчі плей-оф «Окленд Сіті» поступився саудівському «Аль-Іттіхаду» з рахунком 0:3.

## Досягнення
- Чемпіонат Нової Зеландії:
  -  Чемпіон (9): 2005, 2006, 2007, 2009, 2014, 2015, 2018[10], 2020, 2022[11]

- Ліга чемпіонів ОФК:
  -  Переможець (11): 2006, 2009, 2011, 2012, 2013, 2014, 2015[12], 2016, 2017, 2022[13], 2023

- Клубний чемпіонат світу:
  - Бронзовий призер (1): 2014

## Склад команди
Станом на 16 червня 2025
| №  | Поз. | Нац.          | Гравець        |
| -- | ---- | ------------- | -------------- |
| 1  | ВР   | Нова Зеландія | Конор Трейсі   |
| 2  | ЗХ   | Нова Зеландія | Маріо Іліч     |
| 3  | ЗХ   | Нова Зеландія | Адам Мітчелл   |
| 4  | ЗХ   | Нова Зеландія | Крістіан Грей  |
| 5  | ЗХ   | Нова Зеландія | Нікко Боксолл  |
| 6  | ПЗ   | Нова Зеландія | Джексон Мануел |
| 7  | НП   | Нова Зеландія | Маєр Беван     |
| 8  | НП   | Іспанія       | Жерар Гарріга  |
| 9  | ПЗ   | Нова Зеландія | Ангус Кілколлі |
| 10 | НП   | Нова Зеландія | Ділан Манікум  |
| 11 | НП   | Нова Зеландія | Раян Де Фріз   |
| 12 | ЗХ   | Косово        | Регонт Мураті  |

| №  | Поз. | Нац.          | Гравець           |
| -- | ---- | ------------- | ----------------- |
| 13 | ЗХ   | Нова Зеландія | Натан Лобо        |
| 14 | ЗХ   | Нова Зеландія | Джордан Вейл      |
| 16 | НП   | Нова Зеландія | Джозеф Лі         |
| 17 | НП   | Колумбія      | Жерсон Лагос      |
| 18 | ВР   | Уругвай       | Себастьян Сіганда |
| 19 | ЗХ   | Ірландія      | Ділан Конноллі    |
| 20 | ПЗ   | Нова Зеландія | Метт Елліс        |
| 21 | ЗХ   | Нова Зеландія | Адам Белл         |
| 22 | ПЗ   | КНР           | Чжоу Тонг         |
| 23 | ЗХ   | Нова Зеландія | Елфі Роджерс      |
| 24 | ВР   | Нова Зеландія | Натан Герроу      |
| 25 | ПЗ   | Нова Зеландія | Майкл ден Геєр    |

## Тренерський штаб
| Посада             | Ім'я             |
| Головний тренер    | Альберт Рієра    |
| Помічник тренера   | Іван Віцеліч     |
| Менеджер команди   | Кіт Котон        |
| Фітнес тренер      | Адріа Касальс    |
| Тренер воротарів   | Еньяут Зубікарай |
| Технічний аналітик | Джаррод Воллес   |

## Медичний персонал
| Посада         | Ім'я                       |
| Фізіотерапевти | Денні Келлі                |
|                | Мет Пейн                   |
| Клубний лікар  | Крейг Пензер               |
| Vfcf;bcnrb     | Наталія Косинська Єва Надь |

## Тренери
- Аллан Джонс (2004—2006)
- Пол Маршалл (2006—2007)
- Колін Туаа (2007—2008)
- Пол Поса (2008—2010)
- Аарон Макферланд &  Рамон Трібульєтч (2010—2011)
- Рамон Трібульєтч (2011—2019)
- Хосе Фігейра (2019—2021)
- Альберт Рієра (2022—)

## Принципові протистояння
Найпринциповішим суперником Окленд Сіті є команда з суміжного міста «Вайтакере Юнайтед». Це єдине дербі між містами в АСБ Прем'єршипі, це дербі відоме під назвою «Супер-Сіті». Ці матчі завжди проходять у напруженій боротьбі, та збирають на стадіоні 1500—2500 фанатів. Їх зустріч у «Великому Фіналі» 2011 року відбулосася у присутності 3500 фанів. Загалом пара зустрічалися 52 разів у всіх змаганнях, починаючи з 2004 року Окленд Сіті загалом здобув 27 перемог. Вони зустрічалися дев'ять разів у фіналах континентальних та національних кубків, «Блакитна Армія» виграв три чемпіонства в АСБ Прем'єршипі, одне чемпіонство в Лізі чемпіонів ОФК та двічі став володарем АСБ Черіті Кап. «Вайтакере Юнайтед» переміг «Окленд Сіті» в двох фіналах АСБ Прем'єршипу та одному фіналі «АСБ Черіті Кап».
Протягом останніх сезонів, «Тім Веллінгтон» стала найпринциповішим суперником Окленд Сіті на внутрішньому та міжнародному рівні, зі «Столичні Чоловіки» програли «Блакитній Армії» три фіналу, включаючи фінал Ліги чемпіонів ОФК 2015 року, фінал АСБ Прем'єршипу 2014 року та останній на сьогодні фінал АСБ Черіті Капу на початку сезону 2015-16 років. Тім Веллінгтон переміг «Окленд Сіті» у фіналі АСБ Черіті Кап в листопаді 2014 року, це був єдиний раз (із чотирьох фіналів, які відбулися між цими суперниками), коли «Столичні Чоловіки» переграли «Блакитну Армію» в фіналі Кубку.
Футбольний клуб з Вануату «Емікейл» є найпринциповішим суперником «Окленд Сіті» Лізі чемпіонів ОФК, за останні п'ять рокі ці два клуби тричі зустрічалися між собою у фіналі. «Окленд Сіті» переміг «Емікейл» в фіналах Ліги чемпіонів ОФК 2012 та 2014 років, а також додав до цього списку Кубок Президента ОФК, коли у листопаді 2014 року на стадіоні «Трастс Арена» у фіналі цього турніру «Блакитній Армії» перемогла вануатський клуб. Окленд Сіті в останні сезони залучав до свого складу гравців «Емікейл» Санні Ісса, Майкла Ліалафа та Марко Джорджевича, які приєдналися до «темно-синіх» після того, як вони виступали у Порт-Вілі.